# Keith Douglas
Keith Castellain Douglas (24 janvier 1920 – 9 juin 1944) est un poète britannique connu pour ses poèmes de guerre lors de la Seconde Guerre mondiale et ses mémoires de la Guerre du désert, Alamein to Zem Zem. Il est tué pendant la bataille de Normandie.

## Biographie

### Famille et enfance
Douglas est né à Tunbridge Wells, dans le Kent, du Capt. Keith Sholto Douglas, récipiendaire de la Military Cross et de Marie Josephine Castellain. Sa mère tombe malade, et souffre en 1924 d'une encéphalite léthargique, dont elle ne se remet jamais vraiment. En 1926, la ferme de poulets mis en place par son père fait faillite. Keith Douglas est envoyé dans une école primaire privée, (Edgeborough School à Guildford), la même année. Sa famille s'enfonce dans la pauvreté, et son père doit quitter la maison au début de l'année 1928 à la recherche d'un meilleur emploi au Pays de Galles. Mais le mauvais état de santé persistante de sa mère détruit le mariage de ses parents à la fin de la même année. Son père se remarie en 1930. Keith est profondément blessé par l'absence de nouvelles de son père après 1928, et quand le Capt. Douglas lui écrit enfin en 1938, il refuse de le rencontrer. Dans une de ses lettres écrites en 1940, il analyse son passé: « J'ai vécu seul pendant les années les plus indécises et les plus formatrices de ma vie, et durant ce temps, j'ai utilisé mon imagination, qui était si puissante qu'elle me persuadait que les choses que j'imaginais se réaliseraient ».

### Éducation
Marie Douglas doit faire face à une telle détresse financière que ce n'est que grâce à la générosité du principal d'Edgeborough, Mr. James, que Keith Douglas peut terminer sa dernière année d'école en 1930-31. Douglas tente l'examen d'entrée au Christ's Hospital, où l'éducation est gratuite et où l'assistance financière peut couvrir les frais annexes. Il est accepté, et rejoint le Christ's Hospital à Horsham en septembre 1931. Il y étudie jusqu'en 1938. C'est dans cette école que son talent poétique et ses aptitudes artistiques sont reconnus. Mais son attitude désinvolte à l'égard de l'autorité et de la propriété manquent de le faire expulser après le vol d'un fusil d'entraînement. Dans un contraste surprenant, il excelle comme membre de l'Officers' Training Corps, appréciant particulièrement les manœuvres, tout en étant philosophiquement opposé au militarisme.

### Université
Après ses douloureux déboires avec l'autorité en 1935, il connaît une période scolaire moins troublée et plus productive, durant laquelle il excelle à la fois dans les études et les jeux, et à l'issue de laquelle il remporte une bourse d'études à Merton College (Oxford) en 1938 pour étudier l'histoire et l'anglais. Le vétéran de la Première guerre mondiale et poète Edmund Blunden, qui est son tuteur à Merton, estime grandement ses talents poétiques. Blunden envoie ses poèmes à T. S. Eliot, le doyen de la poésie anglaise, qui trouve les vers de Douglas impressionnants. Douglas devient le rédacteur en chef du journal Cherwell, et l'un des poètes mis dans l'anthologie de la collection Eight Oxford Poets, en 1941 bien qu'au moment où l'anthologie est publiée, il se trouve en service dans l'armée.
À Oxford, Douglas entama une relation avec une étudiante chinoise sophistiquée, nommée Yingcheng, ou Betty Sze, fille d'un diplomate. Ses propres sentiments envers lui sont moins intenses, et elle refuse de se marier avec lui. Yingcheng reste l'amour non réciproque de la vie de Douglas, et la source de ses plus beaux vers romantiques, malgré son implication dans des relations ultérieures avec d'autres femmes, dont notamment Milena Guiterrez Penya.

### Carrière militaire
Dans les jours suivants la déclaration de guerre, il pointe au centre de recrutement de l'armée dans l'objectif de rejoindre un régiment de cavalerie, mais comme beaucoup d'autres motivés pour servir, il doit attendre, et ce n'est qu'en juillet 1940 qu'il commence son entrainement. Le 1er février 1941, il termine ses classes à l'Académie royale militaire de Sandhurst, l'école de formation des officiers britanniques, et est affecté au Second Derbyshire Yeomanry à Ripon. Il est envoyé au Moyen-Orient en juillet 1941, et transféré au Nottinghamshire (Sherwood Rangers) Yeomanry. Affecté d'abord au Caire et en Palestine, il se retrouve coincé au quartier général à 30 km derrière El Alamein comme officier de camouflage, alors que démarrait la Seconde bataille d'El Alamein. Au crépuscule du 24 octobre 1942, son régiment avance et subit de nombreuses pertes de la part des canons anti-tanks allemands. Irrité de son inactivité, Douglas défie les ordres et part le 27 octobre, arrive au quartier général du régiment en camion, et se signale au Colonel E.O. Kellett, lui mentant en lui disant qu'il a reçu l'ordre de monter au front. Ayant désespérément besoin d'officiers de remplacement, le Colonel l'assigne à la compagnie A, lui donnant ainsi l'opportunité de prendre part à la marche victorieuse de la VIIIe armée britannique pendant la campagne d'Afrique du Nord, parfaitement racontée dans ses mémoires, Alamein to Zem Zem, qu'il illustre de ses propres dessins.

### Mort

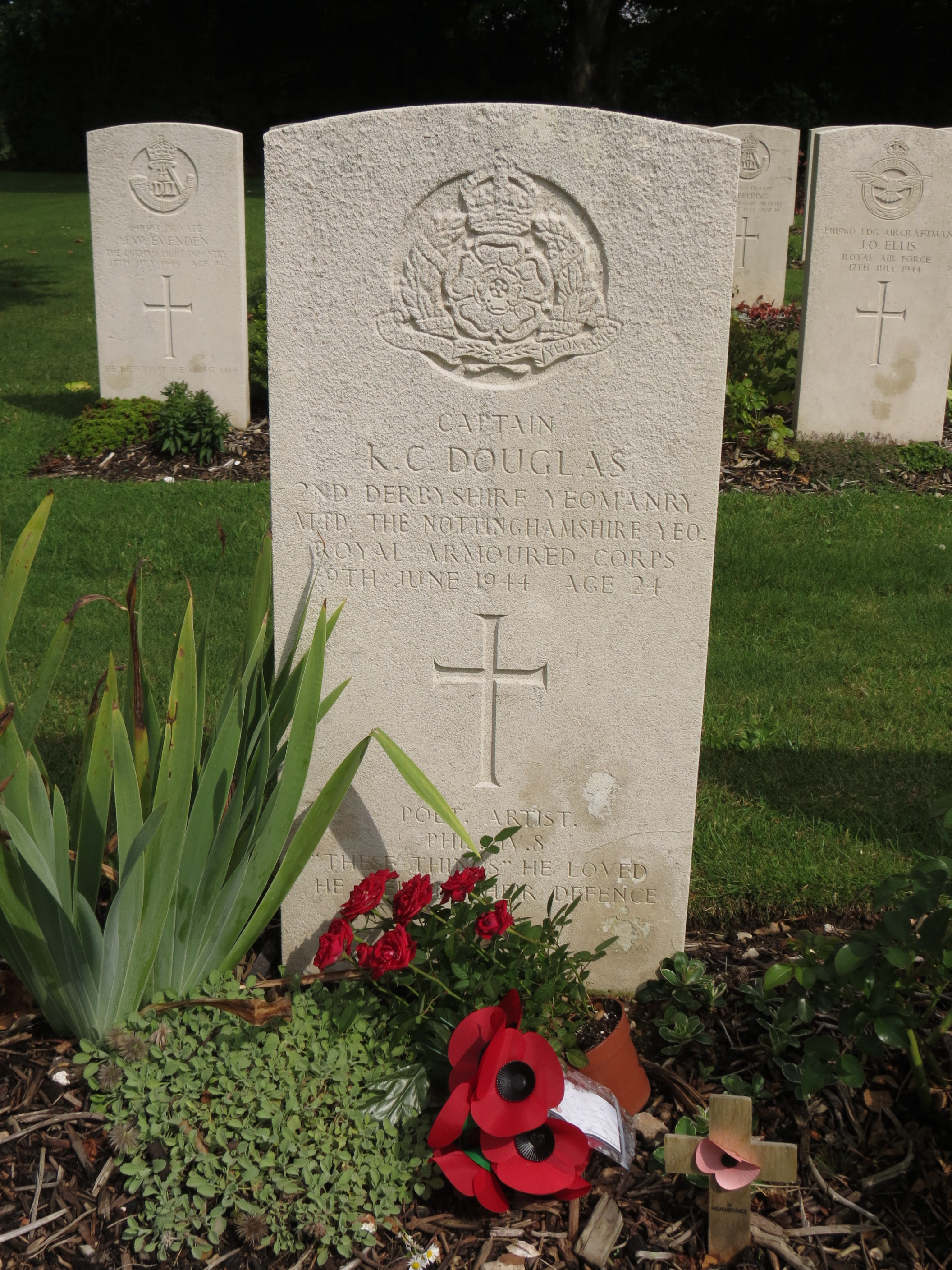
Tombe de Keith Douglas au cimetière militaire de Tilly-sur-Seulles.

Le capitaine Douglas rentre en Angleterre en décembre 1943 et prend part au débarquement de Normandie le 6 juin 1944. Il est tué par un tir de mortier allemand le 9 juin alors que son régiment avance depuis Bayeux. Le capitaine Leslie Skinner, chapelain du régiment, l'enterre près d'une haie, à proximité de l'endroit où il est tué,. Son corps est exhumé plus tard et enterré au Cimetière militaire du Commonwealth de Tilly-sur-Seulles, plot 1, rangée E, tombe numéro 2,.

## Poésie
Douglas décrit sa poésie comme « extrospective », se faisant, se focalisant sur ses impressions externes plutôt que ses émotions internes. Il en résulte alors, selon ses détracteurs, une poésie dure, insensible, au milieu des atrocités de la guerre. Pour d'autres, la poésie de Douglas est puissante et déconcertante, car ses descriptions exactes évitent l'égoïsme et transfèrent le poids de l'émotion du poète sur le lecteur. Sa meilleure poésie est généralement considérée au niveau des plus grands poètes de guerre du XXe siècle.
Dans son poème Desert Flowers (1943), Douglas mentionne le poète de la Première guerre mondiale Isaac Rosenberg, déclarant qu'il ne fait que répéter ce que Rosenberg a déjà écrit.